# تناغم حوفي
التناغم الحوفي أو عدوى المزاج أو العدوى العاطفية هو التأثير الناتج عن الاتصال بالآخرين أثناء تطور واستقرار الشخصية والمزاج.
قُدم هذا المفهوم في كتاب نظرية عامة عن الحب (A General Theory of Love) (عام 2000), وهو مفهوم يتكون من ثلاثة مفاهيم مترابطة ومركزية لفرضية الكتاب: وهي أن كيمياء المخ لدينا والجهاز العصبي يتأثران بشكل ملموس بمن هم قريبون منا (رنين حوفي); وتتزامن أجهزتنا مع بعضها البعض بطريقة تترك أثرًا عميقًا على الشخصية والعمر والصحة العاطفية (التناغم الحوفي); ويمكن تعديل هذه المجموعة من الأنماط من خلال الممارسات العلاجية (التعديل الحوفي).

## التعريف
يشرح المؤلفون هذا المفهوم بشكل شاعري: «وجد علم التشريح البشري محورًا... في نشاط الانسجام بين الأدمغة الحوفية القريبة، وتضع البنية العصبية لدينا العلاقات في جوهر حياتنا، وحيث يوجد اشتعال العواطف والدفء فإنها لديها القدرة على إيجاد الاستقرار [مائل في النص الأصلي]. وعندما يتأذى البعض أو يفقدون توازنهم فإنهم يتحولون إلى تنسيق الانتماءات: المجموعات والنوادي والحيوانات الأليفة والصداقة حتى مع المدلكين وخبراء العلاج اليدوي والإنترنت، وجميعهم على الأقل لديه إمكانيات وجود اتصال عاطفي.»:170
«ولدى الثدييات المتطورة قناة لامعة يستخدمونها في الخداع الفسيولوجي لكل منهم؛ وذلك لضبط وتحصين الإيقاعات العصبية الهشة في رقصة حب تعاونية، ونطلق على ذلك تبادل التناغم الحوفي المتبادل والمتزامن.» [نظرية عامة عن الحب، ص 84/85]

## الأهمية والتاريخ
قدم لويس وأميني ولانون حججًا مقنعة حول مركزية التناغم الحوفي لسلامتنا النفسية وكذلك العاطفية، وتبدأ القصة منذ فجر التاريخ عندما أجريت تجارب علمية حول تطور الإنسان - وإن كانت مضللة بصورة كبيرة لا تُحتمل - عندما قام فريدريك الثاني في القرن الثالث عشر بعزل مجموعة من الأطفال تمامًا عن التواصل البشري فيما عدا الرعاية الأساسية والتغذية حتى يكتشف اللغة التي سوف تنشأ لديهم تلقائياً في غياب الاتصال الفوري المباشر، وكانت نتيجة هذه التجربة السيئة الشهيرة موت جميع الأطفال الرضع الذين حرموا من الكلام والعاطفة الإنسانية.:68,69
اكتشف المؤلفون سيطرة نظرية فرويد في الأيام الأولى لظهور علم النفس والطب النفسي ووجدوا أنها تسبب نفس الأضرار التي سببتها أفكار فريدريك الأكبر تقريبًا، وأدانوا التركيز على البصيرة الدماغية ومثالية المحلل البادر الذي ليس لديه عاطفة، ورفضوا الفائدة الأولية التي تقول بأن العلاج النفسي يمكن أن يتم بموجب الروابط العاطفية وإعادة التهيئة العصبية والتي يمكن أن تحدث في أثناء جلسات العلاج المستمرة. «الميزة التي يُحسد عليها فرويد هي أنه لم يأخذ نصائحه مأخذ الجد ولم يتبعها، ولم يبدي الكثير من المعالجين الشباب الواعدين استجابتهم؛ لأنهم تعلموا أن يكونوا مراقبين محايدين وتجنب الاتصال العاطفي...لكن حيث إن العلاج له ارتباط حوفي فإن الحياد العاطفي يُخرج الحياة من هذه العملية...» :184
ويعتبر كتاب نظرية عامة للحب بالكاد أكثر تعاطفاً للدكتور بنجامين سبوك و «حجم مجلده الشهير» (كتاب الفطرة السليمة ورعاية الطفل: رعاية الطفل والرضيع The Common Sense Book of Baby and Child Care|Baby and Child Care, خاصة دور سبوك المحدد في تعزيز الحركة ضد النوم مع الطفل، أو السماح للرضع بالنوم في نفس سرير الوالدين، ويستشهد لويس وأميني ولانون بالبحث الذي أجراه جيمس ماكينا عالم النوم والذي يبدو أنه يشير إلى أن التنسيق الحوفي بين الوالدين النائمين والأطفال الرضع ضروري لنمو الجهاز العصبي للأخير وعامل أساسي في منع متلازمة موت الرضع المفاجئ (SIDS)، «أصبح التكشف الزمني لمراحل النوم المختلفة وفترات الاستيقاظ للأم والرضيع متشابكة... دقيقة بدقيقة خلال الليل ويحدث بينهما الكثير من الاتصال الحسي.»:195

## الاستخدامات اللاحقة وتعريفات المصطلح
تنظر الدكتورة كاثرين بريهوني من خلال كتابها «العيش في حياة مليئة بالاتصال» Living a connected life (2003), الأبحاث الحالية حول الدماغ والتي أظهرت أهمية القرب من الآخرين من أجل نمونا، «تتأثر أجسادنا المادية بالآخرين الذين نشعر بارتباطنا بهم ونؤثر بهم طوال حياتنا وبشكل خاص في مرحلة الرضاعة، ويطلق العلماء على هذه الظاهرة التناغم الحوفي.» 
وتستمر بريهوني في وصف هذا التوازي ما بين دورات «الاعتراض/اليأس» لجرو مهجور والنمو الإنساني، طورت الثدييات تزعتها للإلهاء والقلق والمستويات التي يمكن قياسها من الضغط في استجابتها للانفصال عن مقدمي الرعاية لهم ورفاقهم؛ وذلك بالتحديد لأن هذا الانفصال يشكل منذ القدم تهديدًا لحياتهم، ويمكن لأي شخص يمتلك جروًا أن يراه يبكي ويقوم بالنباح والعواء ثم يسعى إلى الانضمام مرة أخرى إلى أصحابة من الناس أو الكلاب عندما يُترك وحده، إن لم تنجح هذه الجهود وطالت مدة العزلة سوف يغرق الجرو في حالة من الاكتئاب واليأس، ويعتمد هامش فاعلية وضع ساعة تدق في سرير الجرو على حاجة كافة الثدييات للتزمن مع إيقاعات رفاقها من المخلوقات الأخرى.
كما يُشار إلى الرنين الحوفي والتناغم الحوفي على أنه «عدوى المزاج» أو «العدوى العاطفية» كما هو الحال في أعمال سيجال بارسادي، حيث قام بارسادي ورفاقه في كلية التجارة بجامعة يال بالبناء على بحث في العدوى الاجتماعية ووجدوا أن بعض العواطف خاصة العواطف الإيجابية تنتشر بسهولة أكبر من غيرها من خلال «التناغم الحوفي بين الأفراد».
اكتشف المؤلف دانيال جولدمان منطفة مشابهة في الكثير من كتبه: مثل الذكاء العاطفي (Emotional Intelligence) (عام 1995), وفي أفضل الكتب مبيعًا على مستوى العالم متعة الحياة (Emotional Intelligence) اشترك مع يونجي منجيور رينبوتشي في التأليف، وهناك أيضًا الكتاب استعراض أعمال هارفارد في القيادة المتطورة (Harvard Business Review on Breakthrough Leadership). ويرى جولدمان في كتابه الأخير أن «هناك حلقة مفتوحة في النظام الدماغي الحوفي» والتي تعتمد على المصادر الخارجية في إدارة نفسها والبحث في الآثار المترتبة على التناغم الحوفي وعلم الحالات المزاجية وتأثيرها على القائد.
وتعرف المؤلفة ستافيني كازا في كتابها «الوعي المفيد: الدليل الشخصي والروحي لفكر حميع من على الأرض»:In Mindfully Green: A Personal and Spiritual Guide to Whole Earth Thinking (2003) هذا المصطلح كما يلي: «التناغم الحوفي هو التبادل البيني المتزامن لإشارات الجسم الواضحة بين الأشخاص المرتبطين ببعضهم بشدة خاصة بين الوالدين وأطفالهم.» ثم تربط الحب بالانخراط الحوفي وتؤكد على أن الأطفال الذين ينشأون بالحب يتعلمون ويتذكرون بشكل أفضل ممن تعرضوا لسوء معاملة، ثم تقترح كازا بعد ذلك «خذ هذا الكتاب كخطوة أخرى لمنظور النظم وتخيل أن الطفل يتعلم من خلال بعض أنواع التناغم الحوفي مع الطبيعة».